# 클로비스 코르냐크
클로비스 코르냐크(Clovis Cornillac, 1968년 8월 16일 ~ )은 프랑스의 배우, 영화 감독, 각본가이다.

## 출연 작품
- 프라하의 봄 (1988)
- 인게이지먼트 (2004)
- 마하 2.6 - 풀 스피드 (2005)
- 스콜피언 (2007)
- 아스테릭스: 미션 올림픽 게임 (2008)
- 캐쉬 (2008)
- 파리 36의 기적 (2008)
- 벨라미 (2009)
- 최악의 이웃과 사랑에 빠지는 방법 (2015) (연출 및 각본 겸임)
- 사하라 (2017) - 목소리